# Distribución del mínimo de una muestra
Sean las variables aleatorias {\displaystyle X_{1},X_{2},...,X_{n}} independientes e idénticamente distribuidas con función de distribución {\displaystyle F_{X}(x)} y función de densidad {\displaystyle f_{X}(x)}. Sea también la variable {\displaystyle Y} definida por: {\displaystyle Y=min(X_{1},X_{2},...,X_{n})}. Entonces, la función de distribución del mínimo de la muestra está dada por: {\displaystyle F_{Y}(y)=1-[1-F_{X}(y)]^{n}}, y su función de densidad: {\displaystyle f_{Y}(y)=n[1-F_{X}(y)]^{n-1}f_{X}(y)}.

## Demostración
Se parte de la demostración de la distribución del máximo de una muestra. Supongamos que {\displaystyle G(y)} es la función de distribución de Y, entonces:
{\displaystyle G(y)=P(Y\leq y)=P(min(X_{1},...,X_{n})\leq y)}
A diferencia del máximo, el mínimo de {\displaystyle X_{1},X_{2},...,X_{n}} puede ser menor que {\displaystyle y}, mientras que muchos de los {\displaystyle X_{1},X_{2},...,X_{n}} pueden ser mayores. Por esta razón se trabaja con el complemento del evento
{\displaystyle min(X_{1},X_{2},...,X_{n})\leq y}, es decir, con {\displaystyle min(X_{1},X_{2},...,X_{n})>y}.
Como {\displaystyle X_{i}\geq min(X_{1},...,X_{n})} para {\displaystyle i=1,2,...,n}, el evento {\displaystyle min(X_{1},...,X_{n})>y} es equivalente al evento {\displaystyle (X_{1}>y,X_{2}>y,...,X_{n}>y)}. Es decir sea mayor que un número
{\displaystyle y}, cada una de las {\displaystyle X_{i}} tiene que ser mayor que ese número {\displaystyle y}. Por lo tanto:
{\displaystyle G(y)=P(Y\leq y)}

{\displaystyle =P(min(X_{1},...,X_{n})\leq y)}

{\displaystyle =1-P(min(X_{1},...,X_{n})>y)} (Complemento)

{\displaystyle =1-P(X_{1}>y,X_{2}>y,...,X_{n}>y)}

{\displaystyle =1-P(X_{1}>y)P(X_{2}>y)...P(X_{n}>y)} (Independencia)

{\displaystyle =1-[P(X_{1}>y)]^{n}} (Distribución idéntica)

{\displaystyle =1-[1-F(y)]^{n}} (Definición)

Del mismo modo, la función de densidad de Y sería:
{\displaystyle g(y)=G(y)'=(1-[1-F(y)]^{n})'=n[1-F(y)]^{n-1}f(y)}